# Marcus Yam
Marcus Yam est un photojournaliste américain, né en 1984 à Kuala Lumpur en Malaisie. Il est lauréat de trois prix Pulitzer.

## Biographie
Marcus Yam est un photojournaliste américain, né en 1984 à Kuala Lumpur en Malaisie. Il fait des études d’ingénieur à l’Université de Buffalo et obtient un diplôme en génie aérospatial en 2006.
Au cours de ses études, il participe à la rédaction du journal de son université, The Spectrum, comme photographe afin de remplir les conditions d’obtention de son diplôme. Son travail attire l’attention du directeur artistique de The Buffalo News, qui lui propose un stage. Après quelques semaines, il avait trouvé sa vocation de photojournaliste.
En 2014, il obtient un premier prix Pulitzer de la photographie d’actualité pour la couverture, le 22 mars 2014, du glissement de terrain à Oso dans l’Etat de Washington pour le Seattle Times
Il rejoint la même année The Los Angeles Times. 
En 2015, il reçoit un second prix Pulitzer pour sa couverture de la fusillade de San Bernardino, en Californie. 
En mai 2022, il obtient un troisième prix Pulitzer « pour des images documentant le départ des États-Unis d'Afghanistan qui montrent le coût humain du changement historique dans le pays »

## Prix et distinctions
Liste non exhaustive
- 2011 : World Press Photo Award pour A Year At War publié par The New York Times
- 2011 : News & Documentary Emmy Award des nouvelles approches (couverture d’actualités) pour A Year At War
- 2012 : World Press Photo Award
- 2014 : Prix Pulitzer de la photographie d’actualité pour sa couverture du glissement de terrain à Oso dans l’Etat de Washington pour le Seattle Times[2]
- 2015 : Prix Pulitzer de la photographie d’actualité pour sa couverture de la fusillade de San Bernardino, en Californie pour le Los Angeles Times
- 2016 : Pictures of the Year International Competition Award for Newspaper « Photographe de l’année »
- 2018 : Istanbul Photo Awards (ar), catégorie « paysage nature et environnement », pour ses photos des incendies de 2018 en Californie[4]
- 2019 : Robert F. Kennedy Journalism Award (en) « pour son travail inébranlable montrant le sort quotidien des Gazaouis lors d'affrontements meurtriers dans la bande de Gaza »[5]
- 2022 : Prix Pulitzer de la photographie d’actualité « pour des images documentant le départ des États-Unis d'Afghanistan qui montrent le coût humain du changement historique dans le pays »[3]